# Митрофановка (Фёдоровский район)
Митрофановка (баш. Митрофановка) — упраздненный в 1986 году хутор Фёдоровского сельсовета Фёдоровского района Башкирской АССР.
Проживало 87 человека (на 1 января 1969 года), преимущественно чуваши.

## История
На 1 января 1969 года, 1 июля 1972 года, 1 сентября 1981 года хутор Митрофановка входил в Фёдоровский сельсовет.
Исключён из учетных данных Указом Президиума ВС Башкирской АССР от 12.12.1986 N 6-2/396 «Об исключении из учетных данных некоторых населенных пунктов»).

## Географическое положение
Расстояние до:
- районного центра (Фёдоровка): 16 км,
- центра сельсовета (Фёдоровка): 16 (ранее ошибочно 9[1]) км,
- ближайшей ж/д станции (Мелеуз): 57 км.